# 伊塔吉
伊塔吉是巴西巴伊亚州的一个市镇。总面积303.462平方公里，总人口14684人，人口密度48.4人/平方公里。